# Повіт Кіта (Каґава)
Пові́т Кіта́ (яп. 木田郡, きたぐん, МФА: [kʲi̥ta guɴ]) — повіт в префектурі Каґава, Японія. Станом на 1 липня 2012 року його площа становила 75,78 км². Населення складало 28 229 осіб, а густота населення — 373 осіб/км². До складу повіту входить містечко Мікі. 